# Pétition contre la loi Duplomb
 (10 juillet 2025).

Éléments de la page de la pétition tels qu'ils apparaissent sur le site officiel petitions.assemblee-nationale.fr, au 8 août 2025, au soir.

La pétition contre la loi Duplomb, précisément nommée « Non à la Loi Duplomb — Pour la santé, la sécurité, l’intelligence collective. », est une pétition en ligne créée le 10 juillet 2025 sur le site de l'Assemblée nationale, en réaction au vote de la loi Duplomb.
Elle est la première pétition sur le site de l'Assemblée nationale à atteindre les 500 000 signatures, ouvrant la possibilité d'ouvrir un débat parlementaire, neuf jours après sa mise en ligne. Celle-ci triple le nombre de signataires le sur-lendemain, devenant la deuxième pétition la plus soutenue après L'Affaire du siècle (campagne en faveur de la justice climatique lancée en 2018), puis dépasse la barre des deux millions le 28 juillet.

## Historique

### Contexte
Présentée par les sénateurs Laurent Duplomb (LR) et Franck Menonville (UDI), soutenue par le gouvernement Bayrou, différents élus de droite et d'extrême droite et la FNSEA et combattue par la gauche, les écologistes, des associations environnementales, la Confédération paysanne, les associations de médecins et de lutte contre le cancer et de nombreux scientifiques, la loi Duplomb prévoit notamment la réintroduction dérogatoire de plusieurs pesticides de la famille des néonicotinoïdes et la facilitation de l'implantation de certains projets agricoles, répondant ainsi à plusieurs revendications de la Fédération nationale des syndicats d'exploitants agricoles (FNSEA).

### Création de la pétition
Une pétition en ligne s'opposant au texte, est initiée le 10 juillet sur le site de l'Assemblée nationale deux jours après l'adoption de la loi Duplomb, par Éléonore Pattery, une étudiante en master Qualité, sécurité, environnement / Responsabilité sociétale des entreprises, âgée de 23 ans, vivant à Bordeaux. Dans le texte accompagnant sa pétition, elle écrit lancer cette pétition car :
« en tant que future professionnelle de la santé environnementale et de la responsabilité collective, j’apprends chaque jour à appliquer ce que vous — législateurs — refusez aujourd’hui de respecter vous-mêmes. »
La pétition obtient un soutien inédit,,,.

### Évolution du nombre de signataires
Le 19 juillet, elle passe le cap des 500 000 signatures, ouvrant la possibilité, si ces signatures proviennent d'au moins 30 départements ou collectivités d'outre-mer, d'organiser un débat en séance publique à l'Assemblée nationale sur la pétition (et non sur la loi,), ce qui serait une première au sein de la Ve République.
Le 20 juillet 2025, la pétition dépasse le seuil symbolique du million de signatures. Le nombre de 1,5 million de votants est atteint dans la soirée du lundi 21 juillet,,, et la barre des deux millions le 28 juillet.

#### Principale pétition signée auprès de l'Assemblée nationale
Cette pétition devient la pétition la plus signée sur le site officiel de l'Assemblée nationale, devançant celle s'opposant aux « morts, violences et abus liés à la chasse », signée par 122 484 personnes en 2021, ayant abouti à la création d'une mission de contrôle sur la sécurisation de la chasse, et celle pour la dissolution de la Brigade de répression de l'action violente motorisée (BRAV-M), n'ayant recueilli que 263 887 signatures, en 2023 avant d'être classée.

#### Une des principales pétitions signées en France
La pétition contre la loi Duplomb devance en nombre de signataires la pétition d'opposition à la hausse des prix du carburant en 2018, précurseure du Mouvement des Gilets jaunes, qui rassemble 1,2 millions de signatures, ainsi que celle d'opposition à la loi relative au travail, à la modernisation du dialogue social et à la sécurisation des parcours professionnels, portée par la ministre Myriam El Khomri en 2016, qui rassemble 1,3 million de signataires, ce qui n'empêchera néanmoins pas l'adoption de cette loi.
Néanmoins, L'Affaire du siècle, la pétition initiée en décembre 2018 par quatre grandes associations (Fondation pour la nature et l'Homme, Greenpeace France, Notre affaire à tous et Oxfam France) visant à faire reconnaître l'inaction climatique de l'État français, conserve le record avec environ 2,3 millions de signatures,.

## Processus du vote
Pour signer la pétition, il est nécessaire de s'identifier via la plateforme FranceConnect afin d'assurer la validité de la signature. Une fois connecté, il faut cocher une case pour valider la signature de la pétition. Un processus similaire permet d'annuler son vote,, tout en garantissant une signature unique,.
À partir de 500 000 votes, et du moment que les signatures sont issues d'au moins 30 départements ou collectivités d'outre-mer, la conférence des présidents de l'Assemblée peut décider d'organiser un débat en séance publique dédié à cette pétition. Ce débat ne sera pas assorti d'un vote (et donc d'une abrogation de la loi, même si des députés peuvent déposer des propositions de loi ultérieure allant dans ce sens).

## Soutiens
Cette pétition divise le monde agricole : si des syndicats comme la FNSEA et la Coordination rurale sont favorables à la loi, la Confédération paysanne (troisième syndicat agricole du pays, qui a rassemblé 21% des suffrages lors des élections aux chambres d'agricultures peu avant la pétition) est pour son abrogation.

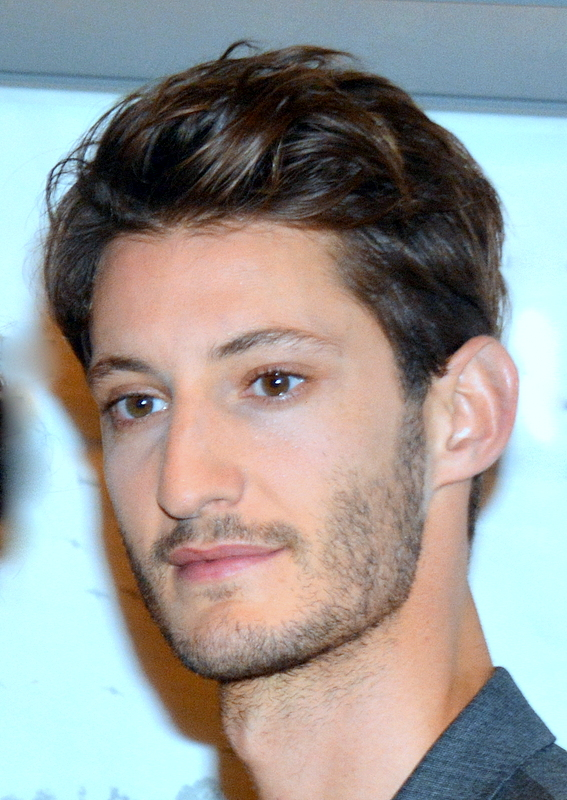
L'acteur Pierre Niney a apporté son soutien à la pétition.
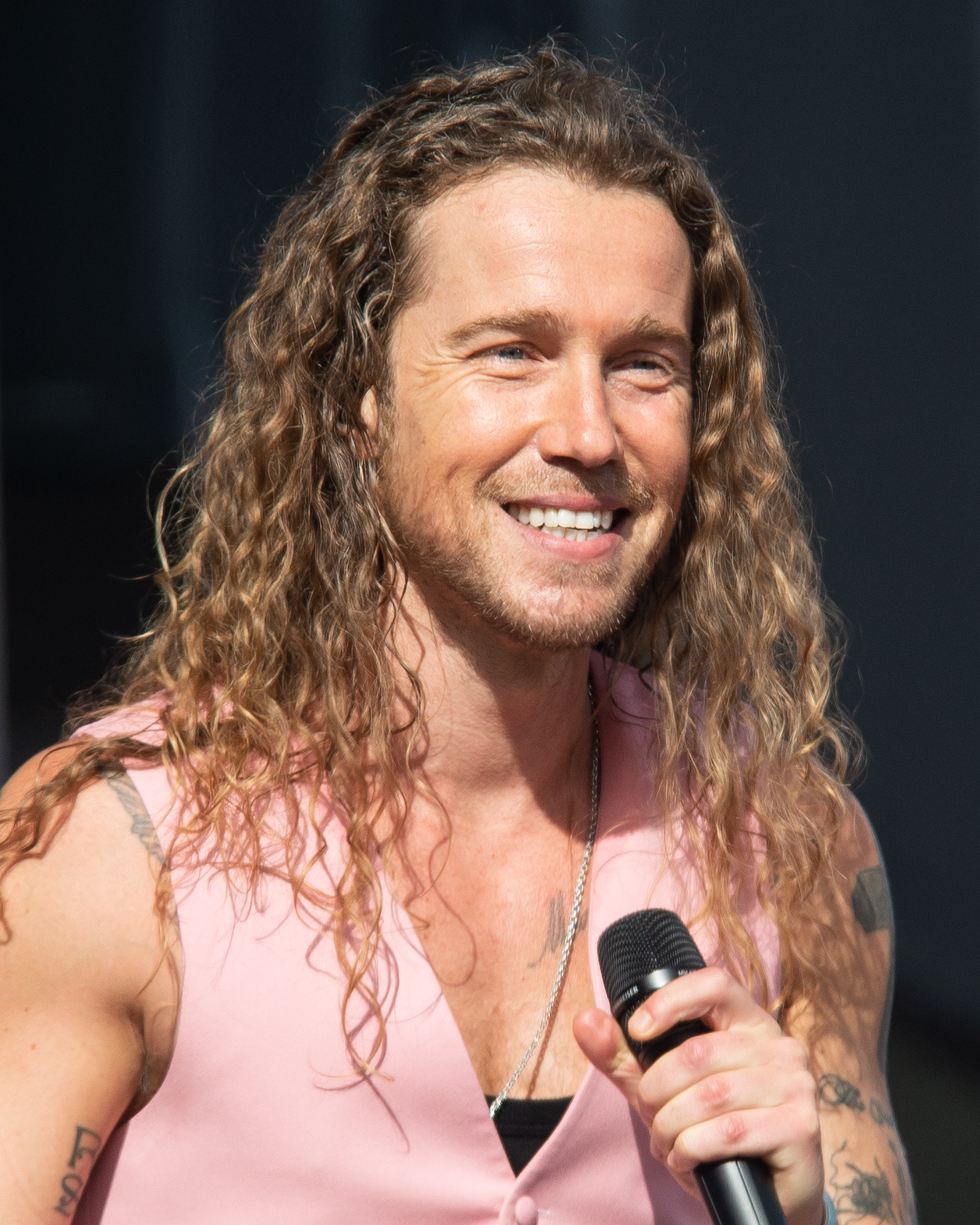
Le chanteur et acteur Julien Doré a apporté son soutien à la pétition.
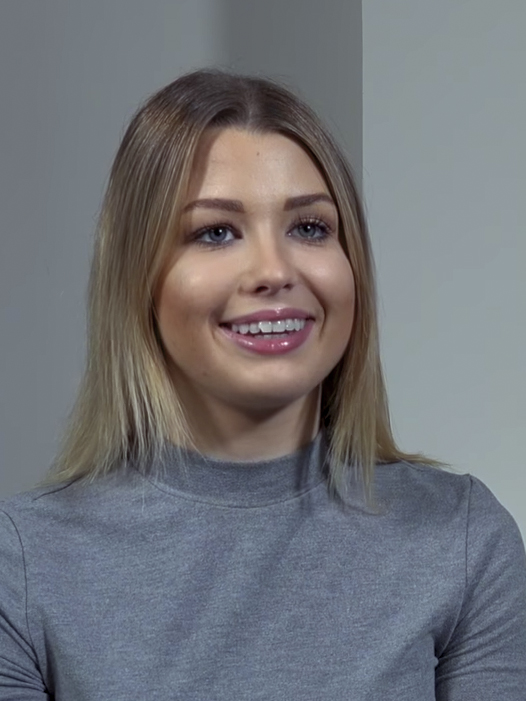
La créatrice de contenus Enjoy Phoenix a apporté son soutien à la pétition.

Le magazine L'abeille de France, publié par le syndicat national d'apiculture diffuse sur son site un appel à signer cette pétition. La pétition reçoit également le soutien de certaines personnalités, comme l'acteur Pierre Niney, le chanteur Julien Doré ainsi que des créatrices de contenus comme Enjoy Phoenix. 
Le 29 juillet, divers scientifiques et sociétés savantes (dont les représentants de la Société française de pédiatrie, du Centre national de la recherche scientifique, et de l'Institut national du cancer) signent une tribune dans Le Monde pour demander le retrait de la loi, en faveur du principe de précaution et évoquant notamment la pétition en cours,. Le lendemain, alors que le débat sur la loi est relancé par le succès de la pétition, le conseil national de l'Ordre des médecins se prononce en défaveur de la loi Duplomb.

## Réactions et critiques

### Réaction en France

#### Monde politique
Compte tenu du succès de la pétition, Yaël Braun-Pivet, présidente de l'Assemblée nationale, se déclare favorable à l'organisation d'un tel débat, mais estime qu'il « ne pourra en aucun cas revenir sur la loi votée »,, tandis que le président de la République, Emmanuel Macron a la prérogative constitutionnelle de demander le réexamen du texte, et la reprise d'une procédure législative classique,.
Le 21 juillet, Laurent Duplomb accuse « l'extrême-gauche et les écologistes » d'avoir « diabolisé » son texte de loi. Il estime que sans cette influence, les Français ne se seraient pas autant mobilisés pour signer la pétition qui vise à faire pression, selon lui, sur le Conseil constitutionnel, qui est l'institution chargée d'analyser une loi avant sa promulgation et de censurer éventuellement des articles jugés non conformes à la Constitution française.
Le 22 juillet, la majorité des partis se déclarent favorables à un débat,. En raison des vacances parlementaires, la conférence des présidents de l'Assemblée nationale ne pourra statuer sur le sujet avant le 16 septembre.

#### Société civile
Le Figaro signale l'existence de contre pétition qualifiée également de pétition permettant de « soutenir le monde agricole » et ses agriculteurs qui « nourrissent les Français ». Selon le quotidien, une quinzaine de pétitions sont publiées sur la plateforme de l'Assemblée nationale dont l'une, publiée le 21 juillet par un agriculteur de 53 ans, a été signée 48 heures plus tard par plus de 500 personnes.

#### Monde agricole
Le 22 juillet, à Toulouse ainsi qu'à Limoges, à l'appel de la Coordination rurale, des agriculteurs souillent les abords des locaux appartenant au parti Les Écologistes pour « dénoncer » cette pétition, tout en déployant des banderoles hostiles à la députée Sandrine Rousseau.

### Réactions à l'étranger
Le média alternatif espagnol Tercera Información titre « Les Français rejettent la loi visant à réintroduire les pesticides », en qualifiant la pétition d'« événement sans précédent ».
En Allemagne, le journal Süddeutsche Zeitung explique qu'une « sensation démocratique que personne n’avait prédite fait irruption en plein milieu des vacances d’été françaises ».

## Analyses
Loïc Blondiaux, professeur de science politique, explique lors d’une interview publiée par France Info que si l'impact juridique de cette pétition sera vraisemblablement assez faible, les parlementaires et le président de la République devraient tenir compte de cette pétition dans les choix futurs. L'absence de conséquences à la mobilisation contre ce texte pourrait, toujours selon ce professeur, alimenter un sentiment grandissant d'une certaine forme de « déni de démocratie ». Il précise également que les pouvoirs publics devraient envisager à institutionnaliser des « formes de délibérations avec les citoyens ».
Pour Jean-Marc Proust, critique littéraire sur Marianne, « La pétition contre la loi Duplomb témoigne d'un refus d'une démocratie expéditive » et selon Anne de Guigné, journaliste au Figaro Magazine, la pétition et les débats qui l'entourent illustreraient « la manière dont le principe de précaution a façonné les mentalités depuis vingt ans ».